# Sakamoto Ryōma
Sakamoto Ryōma (坂本 龍馬?; Kōchi, 3 gennaio 1836 – Kyoto, 10 dicembre 1867) è stato un samurai giapponese, a capo del movimento volto a rovesciare lo shogunato Tokugawa durante il periodo del Bakumatsu in Giappone.

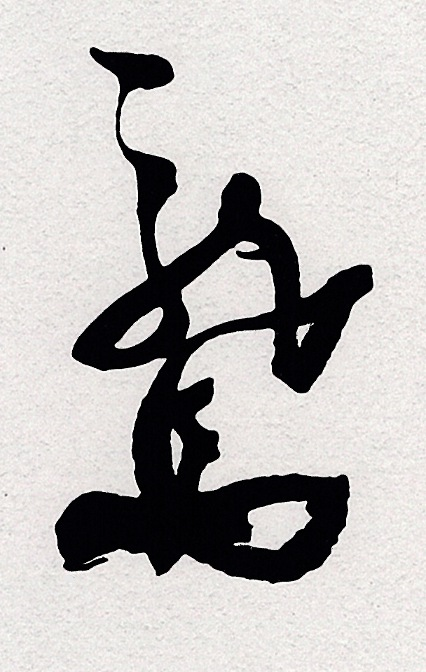
Firma

Era un samurai di basso rango del dominio di Tosa, nello Shikoku, e divenne un attivo oppositore dello shogunato Tokugawa dopo la fine della politica isolazionista giapponese del sakoku. Sotto lo pseudonimo di Saitani Umetarō (才谷梅太郎?), operò contro il bakufu, il governo dello shogunato Tokugawa, e fu spesso cacciato dai loro sostenitori e dagli Shinsengumi. Sostenne la democrazia, il nazionalismo giapponese, il ritorno del potere alla corte imperiale, l'abolizione del feudalesimo e la modernizzazione e industrializzazione del Giappone. Negoziò con successo l'alleanza Satchō tra i potenti domini rivali Chōshū e Satsuma, e li unì contro il bakufu. Fu assassinato con il suo compagno Nakaoka Shintarō nel dicembre 1867, poco prima della guerra Boshin e della restaurazione Meiji.

## Biografia

### Primi anni
Ryoma Sakamoto nacque il 3 gennaio 1836 a Kōchi, nello han (dominio) di Tosa, che si trovava nella provincia di Tosa, odierna prefettura di Kōchi, sull'isola di Shikoku. Secondo il calendario giapponese, nacque il quindicesimo giorno dell'undicesimo mese, del sesto anno dell'era Tenpō. La famiglia Sakamoto deteneva il grado di samurai di campagna o "Gōshi" (剛士), il grado più basso nella gerarchia dei samurai, che le generazioni precedenti avevano comprato acquisendo abbastanza ricchezze come produttori di sakè. A differenza di altri dominii giapponesi, Tosa aveva una separazione rigorosa tra i jōshi (samurai di alto rango) e i gōshi (samurai di basso rango). I ranghi erano trattati in modo diseguale e le aree residenziali furono segregate. Anche nella sua generazione, la terza nella famiglia Sakamoto, il rango di samurai della sua famiglia rimase gōshi.
All'età di 12 anni, fu iscritto a una scuola privata, ma questo fu un breve episodio della sua vita poiché mostrò poca inclinazione accademica. La sorella maggiore, successivamente, lo iscrisse ai corsi di scherma dell'Oguri-ryū quando aveva 14 anni, dopo essere stato vittima di bullismo a scuola. Quando raggiunse l'età adulta, era a detta di tutti un maestro spadaccino. Nel 1853, fu autorizzato dal suo clan a recarsi a Edo, la sede dello shogunato Tokugawa al potere e la capitale de facto del Giappone, per addestrare e perfezionare le sue abilità come spadaccino. Si iscrisse come studente al famoso Hokushin Ittō-ryū Hyōhō Chiba-Dōjō, che all'epoca era guidato dal suo fondatore Chiba Sadakichi Masamichi. Ricevette la pergamena dalla scuola che dichiarava la sua maestria. Divenne uno shihan al Chiba-Dōjō e insegnò kenjutsu agli studenti insieme a Chiba Jūtarō Kazutane, nel quale trovò un caro amico.

### Implicazioni politiche
Terminati gli studi nel 1858, tornò a Tosa. Nel 1862, il suo amico Takechi Hanpeita (o Takechi Zuizan) creò un'organizzazione di matrice conservatrice all'interno del dominio, nota come il partito lealista Tosa "Kinnoto", il cui slogan politico era "riverire l'Imperatore, espellere gli stranieri". Si trattava di circa duecento samurai, per lo più di rango inferiore, che premevano per una riforma del governo di Tosa. Dal momento che Yamauchi Toyoshige, il daimyō (signore) di Tosa, aveva rifiutato di riconoscere l'organizzazione, essi complottarono per assassinare il governatore di Yamauchi, Yoshida Tōyō, che fu nominato riformatore e modernizzatore. Yoshida venne ucciso il 6 maggio di quell'anno, ma solo dopo che Sakamoto ebbe lasciato Tosa. Infatti, partecipò all'ideazione del piano, senza tuttavia essere d'accordo con la sua attuazione, perché Takechi era interessato a una rivoluzione del solo clan Tosa, mentre lui era dell'avviso che dovesse essere fatto qualcosa per tutto il Giappone. Decise così di lasciare Tosa e separarsi da Takechi. In quel periodo, a nessuno era permesso di lasciare il proprio clan senza un'autorizzazione, pena la morte, nota come "dappan". Una delle sue sorelle si suicidò per il disonore, mentre egli fece ricorso allo pseudonimo di "Saitani Umetarō" lavorando contro lo shōgun. È menzionato sotto questo pseudonimo nel diario di Ernest Satow per il 30 settembre 1867: "Il signor Saedani ha dovuto mettersi a sedere per aver riso delle domande da noi poste, evidentemente con lo scopo di ridicolizzarci fuori dal nostro caso, ma si è preso una pulce nella coscia e ha taciuto facendo il più diabolico facce."

### Primo Bakumatsu
Nel 1853, iniziò la spedizione Perry mentre studiava e insegnava a Edo, iniziando il periodo Bakumatsu. Il commodoro Matthew C. Perry degli Stati Uniti arrivò in Giappone con una flotta di navi per porre fine con la forza alla secolare politica del sakoku dell'isolazionismo nazionale. Nel marzo 1854, Perry fece pressioni sui Tokugawa per firmare la convenzione di Kanagawa, ponendo ufficialmente fine alla politica del sakoku, ma ampiamente percepita in Giappone come un trattato ineguale e un segno di debolezza. Il prestigio e la legittimità dello shōgun, un dittatore militare di fatto con nomina nominativa dell'imperatore del Giappone, fu gravemente danneggiata al pubblico. La convenzione fu firmata dal rōjū Abe Masahiro, in qualità di reggente per il giovane e malaticcio shōgun Tokugawa Iesada, contro la volontà della corte imperiale di Kyoto, l'autorità de jure di governo. Anti-Tokugawa, considerava questa prova che lo shōgun non poteva più soddisfare la volontà dell'imperatore, e quindi non era più adatto a governare per lui. Ryōma e molti membri della classe dei samurai sostennero il ritorno del potere statale direttamente alla corte imperiale di Kyoto e iniziarono ad agitarsi per il rovesciamento dello shogunato Tokugawa.

### Il tardo Bakumatsu
Mentre era un rōnin, decise di assassinare Katsu Kaishū, un alto funzionario dello shogunato Tokugawa e un sostenitore sia della modernizzazione che dell'occidentalizzazione. Tuttavia, Katsu lo persuase della necessità di un piano a lungo termine per aumentare la forza militare del Giappone di fronte all'influenza occidentale che portò alla convenzione di Kanagawa. Invece di uccidere Katsu, iniziò a lavorare come suo assistente e protetto.
Nel 1864, quando lo shogunato Tokugawa iniziò a prendere una linea dura contro i dissidenti, fuggì a Kagoshima, nel dominio di Satsuma, che si stava sviluppando come un importante centro per il movimento anti-Tokugawa. Nel 1866, negoziò con successo l'alleanza segreta Satchō tra Satsuma e Chōshū, due potenti domini che storicamente erano stati nemici inconciliabili. La sua posizione come "estraneo neutrale" fu fondamentale per colmare il divario di fiducia e porre fine alla faida, e riuscì a stabilire una significativa alleanza militare contro i Tokugawa. È spesso considerato il "padre della marina imperiale giapponese", mentre lavorava sotto la direzione di Katsu verso la creazione di una moderna forza navale, con l'aiuto delle potenze occidentali, per consentire a Satsuma e Chōshū di tenere testa alle forze navali dello shogunato Tokugawa. Fondò la marina privata e la compagnia commerciale Kameyama Shachū nella città di Nagasaki con l'aiuto della Satsuma, che in seguito divenne Kaientai o flotta di supporto oceanico.
La successiva vittoria di Chōshū sull'esercito Tokugawa nel 1866 e l'imminente crollo dello shogunato Tokugawa, lo resero un bene prezioso per i suoi ex padroni a Tosa, e richiamato a Kōchi con onore. Il dominio di Tosa era ansioso di ottenere un accordo negoziato tra lo shōgun e l'imperatore, che avrebbe impedito alla potente alleanza Satchō di rovesciare i Tokugawa con la forza e di emergere così come una nuova forza dominante nel governo del Giappone. Svolse nuovamente un ruolo cruciale nelle successive negoziazioni che portarono alle dimissioni volontarie dello shōgun Tokugawa Yoshinobu nel 1867, determinando così la restaurazione Meiji.

### Ultimi anni e morte
Fu assassinato alla locanda Ōmiya di Kyoto il 10 dicembre 1867, non molto tempo prima che la restaurazione Meiji avesse avuto luogo, all'età di 31 anni. Di notte, assassini raccolti davanti alla porta della locanda, si avvicinarono e uno di loro bussò, comportandosi come un normale viandante. Alla porta aprì la sua guardia del corpo e servitore Yamada Tōkichi, un ex lottatore di sumo, che disse allo sconosciuto che avrebbe visto se Ryōma accettava di incontrarlo a quell'ora della sera. Quando la guardia del corpo gli voltò le spalle, il visitatore alla porta estrasse la spada e gli colpì fatalmente la schiena. La squadra di assassini si precipitò poi oltre la guardia del corpo morente e salì le scale verso le stanze degli ospiti. Ryōma e il suo socio Nakaoka Shintarō stavano riposando e parlando in una stanza. Gli assassini assaltarono la stanza, alcuni sfondando le porte di carta, e ne seguì una mischia confusa. Alla fine del combattimento, sia Ryōma che Shintarō rimasero gravemente feriti e gli assassini fuggirono. Ryōma morì quella notte, rimpiangendo che i suoi assassini lo avessero colto impreparato. Shintarō cedette alle ferite due giorni dopo. Non riprese mai conoscenza a sufficienza per identificare gli assassini, ma affermò di aver sentito parlare gli assassini con il dialetto di Iyo.
La notte dell'assassinio divenne nota come " l'incidente di Ōmiya". Secondo il calendario lunare tradizionale, Ryōma era nato il 15º giorno dell'11º mese e ucciso il giorno del suo compleanno nel 1867. I primi resoconti della morte di Ryōma e Shintaro accusavano membri della Shinsengumi, una forza speciale di polizia di spadaccini del bakufu, il governo militare Tokugawa, con sede a Kyoto. Il leader Shinsengumi, Kondō Isami, fu successivamente giustiziato con questa accusa. Tuttavia, i membri di un altro gruppo a favore dello shōgun, il Mimawarigumi, confessarono l'omicidio nel 1870. Sebbene due membri del Mimawarigumi, Sasaki Tadasaburō e Imai Nobuo, portarono la colpa, l'identità del vero assassino non è mai stata provata. Si diceva che Okuda Matsugoro, noto per aver lavorato fin dalla sua prima adolescenza come spia per Kondō, avesse preso parte all'assassinio.

## Nella cultura di massa
- Sakamoto Tatsuma, personaggio della serie manga e anime Gintama, è ispirato alla sua figura.
- È citato nella serie Assassination Classroom, durante una gita della 3-E a Kyoto.
- Appare nell'anime, videogioco e manga di Inazuma Eleven GO: Chrono Stone, il quale si unisce alla squadra della Raimon come giocatore.
- È il protagonista del videogioco Like a Dragon: Ishin!.
- Nella serie Detective Conan, episodi 627-628 dell'anime, Conan Edogawa affronta Kaito Kid durante una mostra degli oggetti appartenenti e utilizzati da Ryōma Sakamoto nel corso della sua vita.
- Compare nell'anime Katsugeki/Touken Ranbu, come ex-padrone di Yoshiyuki.
- Fa la sua apparizione nel gioco in esclusiva per PS5 Rise of the Ronin, sia come compagno di viaggio del protagonista che come personaggio giocabile nelle varie missioni secondarie nel corso dell'avventura.